# Landtagswahlkreis Waiblingen
Der Wahlkreis Waiblingen (Wahlkreis 15) ist einer der drei Landtagswahlkreise im Rems-Murr-Kreis in Baden-Württemberg, im Regierungsbezirk Stuttgart. Er umfasst die Gemeinden Fellbach, Korb, Leutenbach, Schwaikheim, Waiblingen und Winnenden aus dem Rems-Murr-Kreis.
Die Grenzen der Landtagswahlkreise wurden nach der Kreisgebietsreform von 1973 zur Landtagswahl 1976 grundlegend neu zugeschnitten und seitdem nur punktuell geändert. Änderungen, die den Wahlkreis Waiblingen betrafen, gab es seitdem keine.

## Wahl 2026
Bis 2021 konnte nur eine Stimme für Bewerber und Partei abgegeben werden, ab 2026 Erststimme und Zweitstimme.
| Direktkandidat   | Partei         | Erst-Stimmen in % | Zweit-Stimmen in % | Landtagswahl 2021 Stimmen in % |
| ---------------- | -------------- | ----------------- | ------------------ | ------------------------------ |
| Swantje Sperling | Grüne          |                   |                    | 30,0                           |
| Siegfried Lorek  | CDU            |                   |                    | 25,1                           |
| Jürgen Braun     | AfD            |                   |                    | 8,1                            |
| Bettina Süßmilch | SPD            |                   |                    | 10,8                           |
| Julia Goll       | FDP            |                   |                    | 13,3                           |
| Roman Bondarew   | Die Linke      |                   |                    | 3,1                            |
|                  | ödp            |                   |                    | 0,6                            |
|                  | Die PARTEI     |                   |                    | 1,3                            |
|                  | Freie Wähler   |                   |                    | 4,7                            |
|                  | dieBasis       |                   |                    | 0,9                            |
|                  | KlimalisteBW   |                   |                    | 0,7                            |
|                  | WiR2020        |                   |                    | 0,6                            |
|                  | Einzelbewerber |                   |                    | 0,7                            |

## Wahl 2021
Bei der Landtagswahl am 14. März 2021 trat mit Siegfried Lorek (CDU) nur ein MdL wieder an. Der bisherige Gewinner des Direktmandats Willi Halder (Grüne) verzichtete ebenso wie Ex-Ministerin Katrin Altpeter (SPD), die 2016 kein Mandat errungen hatte. Für den fast 70-jährigen Ex-Minister Ulrich Goll hat die FDP dessen Frau Julia Goll nominiert.
| Direktkandidat   | Partei         | Stimmen in % | Landtagswahl 2016 Stimmen in % |
| ---------------- | -------------- | ------------ | ------------------------------ |
| Swantje Sperling | Grüne          | 30,0         | 27,8                           |
| Siegfried Lorek  | CDU            | 25,1         | 26,2                           |
| Marc Maier       | AfD            | 8,1          | 14,7                           |
| Sibylle Mack     | SPD            | 10,8         | 13,8                           |
| Julia Goll       | FDP            | 13,3         | 11,4                           |
| Sören Weber      | Die Linke      | 3,1          | 0 2,7                          |
| Alexander Fox    | ödp            | 0,6          | 00,8                           |
| Annemarie Arendt | Die PARTEI     | 1,3          | 0 —                            |
| Peter Treiber    | Freie Wähler   | 4,7          | 0 —                            |
| Peter Meincke    | dieBasis       | 0,9          | 0 —                            |
| Michael Vonau    | KlimalisteBW   | 0,7          | 0 —                            |
| Stefan Schmidt   | WiR2020        | 0,6          | 0 —                            |
| Alfonso Fazio    | Einzelbewerber | 0,7          | 0 —                            |

## Wahl 2016
Die Landtagswahl 2016 hatte folgendes Ergebnis:
| Direktkandidat          | Partei    | Stimmen in % | Landtagswahl 2011 Stimmen in % |
| ----------------------- | --------- | ------------ | ------------------------------ |
| Wilhelm Halder          | Grüne     | 27,8         | 23,5                           |
| Siegfried Lorek         | CDU       | 26,2         | 36,8                           |
| Stephan Schwarz         | AfD       | 14,7         | —                              |
| Katrin Altpeter         | SPD       | 13,8         | 24,2                           |
| Ulrich Goll             | FDP       | 11,4         | 08,0                           |
| Dagmar Uhlig            | Die Linke | 02,7         | 02,5                           |
| Denis Schäfer           | ALFA      | 01,0         | —                              |
| Doris Kimmel-Junghändel | PIRATEN   | 01,0         | 01,5                           |
| Uwe Olschenka           | ödp       | 00,8         | 00,6                           |
| Harald Ballreich        | NPD       | 00,3         | 00,8                           |
| Rudolf Förster          | REP       | 00,3         | 01,0                           |

Halder errang das Erstmandat. Lorek und Goll zogen über Zweitmandate in den Landtag ein, da sie bezogen auf ihre Partei und die Wahlkreise im Regierungsbezirk Stuttgart überdurchschnittliche Ergebnisse erzielt hatten. Der Stimmenanteil von Altpeter lag zwar auch über dem landesweiten Anteil ihrer Partei, reichte jedoch nicht zur erneuten Zuteilung eines der auf die SPD entfallenden Zweitmandate.

## Wahl 2011
Die Landtagswahl 2011 hatte folgendes Ergebnis:
| Direktkandidat     | Partei        | Stimmen in % | Landtagswahl 2006 Stimmen in % |
| ------------------ | ------------- | ------------ | ------------------------------ |
| Matthias Pröfrock  | CDU           | 36,8         | 42,2                           |
| Wilhelm Halder     | Grüne         | 23,5         | 08,6                           |
| Katrin Altpeter    | SPD           | 24,2         | 27,2                           |
| Ulrich Goll        | FDP           | 08,0         | 14,1                           |
| Reinhard Neudorfer | Die Linke     | 02,5         | WASG: 2,2                      |
| Lars Haise         | PIRATEN       | 01,5         | –                              |
| Rudolf Förster     | REP           | 01,0         | 02,6                           |
| Jürgen Wehner      | NPD           | 00,8         | 00,5                           |
| Christoph Hufen    | AUF           | 00,6         | –                              |
| Uwe Olschenka      | ödp           | 00,6         | 00,5                           |
| Thomas Bezler      | Die Violetten | 00,3         | –                              |
| Baria Yayla-Akgüre | BIG           | 00,2         | –                              |
| –                  | Sonstige      | –            | 02,1                           |

## Abgeordnete seit 1976
Bei den Landtagswahlen in Baden-Württemberg hat jeder Wähler nur eine Stimme, mit der sowohl der Direktkandidat als auch die Gesamtzahl der Sitze einer Partei im Landtag ermittelt werden. Dabei gibt es keine Landes- oder Bezirkslisten, stattdessen werden zur Herstellung des Verhältnisausgleichs unterlegenen Wahlkreisbewerbern Zweitmandate zugeteilt.
Den Wahlkreis Waiblingen vertraten seit 1976 folgende Abgeordnete im Landtag:
| Partei | Art des Mandats | Gewählte |
| ------ | --------------- | --- |
| CDU    | Erstmandat      | Alfred Entenmann 1976, 1980 Rolf Kurz 1984, 1988, 1992, 1996, 2001 Christoph Palm 2006 Matthias Pröfrock 2011 |
| CDU    | Zweitmandat     | Siegfried Lorek 2016, 2021                                                                                    |
| Grüne  | Erstmandat      | Wilhelm Halder 2016 Swantje Sperling 2021                                                                     |
| Grüne  | Zweitmandat     | Wilhelm Halder 2011                                                                                           |
| SPD    | Zweitmandat     | Heinz Bühringer 1976 Rainer Brechtken 1980, 1984, 1988, 1992, 1996 Katrin Altpeter 2001, 2006, 2011           |
| FDP    | Zweitmandat     | Kurt Vollmer 1980, 1984, 1988 Friedrich-Wilhelm Kiel 1992, 1996 Ulrich Goll 2006, 2011, 2016 Julia Goll 2021  |